# Johannes Lippe
Johannes Ludwig Lippe (* 28. März 1788 in Freienhagen; † 1. Juni 1853 ebenda) war ein deutscher Landwirt, Bürgermeister und Politiker.

## Leben
Lippe war der Sohn des Gemeindeherren und Pfennigmeisters Johann Heinrich Lippe (* 10. März 1762 in Freienhagen; † 2. März 1807 ebenda) und dessen Ehefrau Marie Elisabeth geborene Thiele (* 30. Dezember 1762 in Freienhagen; † 23. August 1838 ebenda). Er war evangelisch und heiratete am 18. April 1819 in Freienhagen Friederike Catharina Christiane Beck (* 29. März 1799 in Freienhagen; † 14. Oktobers 1865 ebenda), die Tochter des fürstlichen Jägers Johann Christian Beck und der Maria Christiane Graß. Friedrich Lippe war ein Onkel.
Lippe lebte als Landwirt in Freienhagen, wo er von Herbst 1834 bis Herbst 1836 und erneut von Herbst 1839 bis Herbst 1840 auch Bürgermeister war. Als solcher war er vom 8. November 1834 bis (Herbst) 1836 und von (Herbst) 1839 bis (Herbst) 1840 Mitglied des Landstandes des Fürstentums Waldeck.